# شهرستان مرجعیون
شهرستان مرجعیون (به عربی: قضاء مرجعیون) یک سکونتگاه مسکونی در لبنان است که در استان نبطیه واقع شده‌است.

## خصوصیات
شهرستان مرجعیون ۲۶۵ کیلومترمربع مساحت و ۴۱٬۰۰۰ نفر جمعیت دارد و ۸۶۰ متر بالاتر از سطح دریا واقع شده‌است.